# Jacques Vanderstappen
Jacques Vanderstappen (1930.) je bivši belgijski hokejaš na travi. Sudjelovao je na četirima olimpijadama.
Na hokejaškom turniru na Olimpijskim igrama 1952. u Helsinkiju je igrao za Belgiju. Belgija je ispala u četvrtzavršnici. Ispala je od kasnijih brončanih, Uj. Kraljevstva. U utješnom krugu, za poredak od 5. do 8. mjesta je izgubila od Poljske. Ukupno je odigrala četiri utakmice, a na ljestvici je zauzela 9. – 12. mjesto. Odigrao je tri susreta za Belgiju. Nije postigao pogodaka. 
Na hokejaškom turniru na Olimpijskim igrama 1956. u Melbourneu je igrao za Belgiju. Belgija je ispala u krugu po skupinama. Odigrao je tri susreta. Nije bio strijelcem. 
Na hokejaškom turniru na Olimpijskim igrama 1960. u Rimu je igrao za Belgiju. Belgija je završila nastup na 11. mjestu na ljestvici. Nije bio strijelcem. 
Na hokejaškom turniru na Olimpijskim igrama 1964. u Tokiju je igrao za Belgiju. Belgija je završila nastup na 11. mjestu na ljestvici. Odigrao je sedam susreta. Nije bio strijelcem. 

## Vanjske poveznice
- Profil na Sports Reference.com  Arhivirana inačica izvorne stranice od 15. prosinca 2012. (Wayback Machine)